# Conus anabelae
Conus anabelae é uma espécie de gastrópode do gênero Conus, pertencente à família Conidae.